# Šerab Gjalcchän rinpočhe
Šerab Gjalcchän rinpočhe (* 1950) je buddhistický lama linie Kagjü. Titul „Maniwa“, jehož je držitelem, je udělován mistrům praxe na Milující oči, kteří odříkali nejméně jednu miliardu manter Om mani peme hung.
Rinpočhe byl rozpoznán 16. Karmapou, Rangdžungem Rigpä Dordžem. Byl výjimečně nadaným studentem, dokonale ovládl všechny aspekty tradičního buddhistického studia, od súter a tanter, přes rituály, hudbu, vědu, umění a komponování.

## Mládí
Šerab Gjalcchän rinpočhe se narodil v Nepálu na hranici s Tibetem v oblasti Manang. V tibetštině se tato oblast nazývá Nyishang.
Studovat Dharmu začal v osmi letech. Učil se nejdříve psát, číst atd. Když mu bylo 12 let, praktikoval Ngöndro, Čtyři přípravná cvičení – Poklony, Diamantovou Mysl (tib. Dorje Sempa, praxe Mandaly a Guru jógu (meditace na učitele). Když mu bylo 13-15 let, chodíval po různých domech, tak jak to bylo v Tibetu a Nepálu zvykem, a četl pro lidi důležité texty Dharmy a prováděl púdži (meditace zpívané v tibetštině).
V patnácti letech odcestoval do Rumteku v severovýchodní Indii a setkal se 16. karmapou Rangdžungem Rigpä Dordžem. Obdržel od karmapy buddhistické útočiště a také se stal mnichem. Zde zůstal tři roky a studoval Dharmu. Mimo jiné se učil hrát na různé hudební nástroje, připravovat tormy (pomůcky, které používají lamové při iniciacích a slouží jako věnování) a kreslit mandaly. V Rumteku také obdržel Šerab rinpočhe mnohé iniciace od 16. karmapy.
Když bylo rinpočhemu 28 let odešel na odosobnění (intenzivní meditační dlouhodobé soustředění). Poté odešel do Nepálu - bylo to v době kdy zemřel 16.karmapa. V Nepálu v Pokhaře nechal vybudovat místo pro meditace pro mnišky. V Pokhaře také začal Šerab Gjalcchän rinpočhe s recitací manter Óm mani padmé húm.

## Aktivity Rinpočheho
Mezi mnohými aktivitami je rinpočhe také mistrem retreatového centra na tříletá odosobnění v Pharpingu, Nepálu. Dal vybudovat a spravuje klášter se stovkou mnišek v Káthmándú a také pokračuje se stavbou kláštera pro mnichy východně od hlavního města.
Rinpočhe vede několikrát ročně tisíce praktikujících ve společné praxi Ňungnä a Milujících očí ve svém klášteře Ňešang ve Svájambhunáth v Káthmándů. V průběhu let bylo touto tradicí nastřádáno 15 miliard manter.

## Návštěva Prahy
Ve dnech 20. a 21. září 2006 navštívil Šerab Gjalcchän rinpočhe Prahu. Předal zde iniciaci na Diamantovou Mysl (tib. Dordže Sempa, skt. Vadžrasattva) v párovém spojení, sliby bódhisattvy a učení Dharmy. Navštívil staré město pražské, projel se na lodi po Vltavě a na Karlově mostě požehnal rytinu malého psa, kterého se lidé obvykle dotýkají a činí přání.